# Buigny-lès-Gamaches
Buigny-lès-Gamaches is een gemeente in het Franse departement Somme (regio Hauts-de-France) en telt 400 inwoners (2004). De plaats maakt deel uit van het arrondissement Abbeville.

## Geografie
De oppervlakte van Buigny-lès-Gamaches bedraagt 4,8 km², de bevolkingsdichtheid is 83,3 inwoners per km².
De onderstaande kaart toont de ligging van Buigny-lès-Gamaches met de belangrijkste infrastructuur en aangrenzende gemeenten.

## Demografie
Onderstaande figuur toont het verloop van het inwonertal (bron: INSEE-tellingen).